# 伊東義祐
伊東 義祐（いとう よしすけ）は、戦国時代から安土桃山時代にかけての武将、日向国の戦国大名。日向伊東氏11代（伊東氏16代）当主。伊東祐充・祐吉は同母兄弟。

## 生涯

### 家督相続
永正10年（1513年）、日向国の戦国大名・伊東尹祐の子として誕生。
天文2年（1533年）、日向伊東氏9代当主で兄・祐充が若死にすると、叔父・伊東祐武が反乱を起こし、祐充や祐清（義祐）の外祖父で家中を牛耳っていた福永祐炳を自害に追い込み、都於郡城を占拠してしまう。残された祐清・祐吉兄弟は後ろ盾を失い、日向を退去し上洛しようとしたが、祐武を支持しない者達の制止を受けて思い留まり、財部に引き返して祐武方と対峙した。こうして家中を二つに分けた御家騒動となったが、荒武三省の活躍により祐武は自害し、祐清・祐吉方は都於郡城を奪回した。
乱の収束後、伊東氏の家督は長倉祐省の後援で弟の祐吉が継ぎ、祐清は出家を余儀なくされる。ところが3年で祐吉が病死したため、天文5年（1536年）7月10日に還俗し佐土原城へ入ると11代を相続した。
翌天文6年（1537年）、従四位下に叙せられ将軍・足利義晴の偏諱を受け、以後「義祐」と名乗る。天文10年（1541年）に大膳大夫の官途を拝受するとともに、永禄4年（1561年）には従三位に叙せられ、以後「三位入道」を称した。（従三位への叙位年については『日向記』では天文15年（1546年）とされている。）また、永禄7年（1564年）には室町幕府相伴衆に任じられている。

### 飫肥攻防
義祐は、飫肥を領する島津豊州家と日向南部の権益をめぐって争い、長い一進一退の攻防を繰り返した。
永禄3年（1560年）、6月に足利義輝より和睦命令が出され、9月4日に幕府上使の伊勢貞運が日向国へ下向した。飫肥を幕府御料所とする幕府調停案で伊東氏と島津氏との調停を行い、一時大筋合意を両者から得たが、飫肥城の管理者を誰にするか等の具体化で行き詰まり、調停は不調に終わった。その結果、翌永禄4年（1561年）3月に飫肥での交戦が再開された。
同年12月、豊州家を圧迫し、交渉により飫肥の一部を割譲させると、永禄5年（1562年）5月には完全なる領有に成功する。しかし、同年9月に豊州家に攻められると、ほんの4か月で撤退することとなった。
そして永禄11年（1568年）1月9日、伊東勢は飫肥城を攻撃。島津忠親が守る飫肥城を約五ヶ月間にわたり包囲し、また援軍として出陣した北郷時久の軍を小越の戦いにおいて撃破。この大敗を受けて同年5月、島津豊州家は飫肥城を伊東氏に引き渡した。その結果、大隅国の肝付氏と豊州家の領土を分け合う形で永禄12年（1569年）に飫肥を知行。こうして島津氏を政治的に圧倒し、伊東氏の最盛期を築き上げたのである（伊東四十八城）。

### 真幸院攻略〜木崎原の戦い
永禄元年（1558年）、長きに渡り姻戚関係を続けていた北原氏の家督継承問題に介入、北原兼守に嫁ぎ未亡人となった娘の麻生を、北原庶流の馬関田右衛門佐に娶せるとして、事実上の乗っ取りを画策した。翌永禄2年（1559年）3月17日、義祐はその反対派を都於郡城へ呼び寄せて詰問し、その帰り道である六野原で取り囲んで粛清すると、右衛門佐と麻生の婚姻を敢行して北原氏の領地の全てを奪い取った。しかし永禄5年（1562年）、島津貴久と相良義陽、北郷時久が北原氏の旧領回復に協力したため奪い返される。これに義祐は、密かに相良氏と同盟、永禄6年（1563年）に共に大明神城を攻め落とし、永禄7年（1564年）には北原氏に従属する大河平隆次の今城を攻め取った。その後、北原氏は離反者が相次いだために、真幸院の飯野地区以外は再び伊東氏の領地となる。
真幸院が肥沃な穀倉地帯であること、また日向の完全なる支配にはどうあっても飯野地区攻略が不可欠であったため、永禄9年（1566年）に飯野地区攻略の前線基地として小林村に三ツ山城（後の小林城）を築城させる。だが、これを知った島津義久らが城の完成する前に攻撃を仕掛けてくる。須木城からの援軍もあり、城主の米良重方は苦戦しながらもこれを撃退する。
永禄11年（1568年）、飯野地区への攻略に乗り出し、菱刈氏攻略中で留守の島津義弘の飯野城を伊東祐安に攻めさせたが、このことを相良家臣で球磨皆越の地頭・皆越六郎左衛門の妻であり、大河平隆次の姉であったナミが義弘へ密告。それにより島津勢と睨み合いとなったため、飯野・田原陣に桶平城を築城し佐土原遠江守を入れ駐屯させる。しかし、遠矢良賢らの釣り野伏せに掛かるなど成果は上がらず、また家督を譲っていた次男・義益の急死もあり、やむなく桶平城に火を放ち軍勢を撤退させる。だが、桶平城は菱刈・相良両氏支援のための城でもあったにもかかわらず、相良氏に一切通告しないまま撤兵したことから、これが相良氏の遺恨を買うことにもなった。
そして元亀3年（1572年）5月、島津貴久の死去と肝付氏の侵攻により動揺している島津氏の加久藤城を相良義陽と連携して攻めた際に、伊東側は3,000の軍勢がありながら、島津義弘率いる300の軍勢に敗れる（木崎原の戦い）。伊東祐安、伊東祐信ら五人の大将をはじめ、落合兼置、米良重方など伊東家の名だたる武将が討死してしまった。これ以降、真幸院攻略の戦いは頓挫することとなる。

### 伊東崩れ
木崎原での大敗を契機として、義祐の勢力は次第に衰退してゆく。まず、木崎原の戦いから4年後の天正4年（1576年）には、伊東四十八城の一つである長倉祐政が治める高原城が島津義久の3万の兵に攻められる。義祐は援軍を出すも圧倒的な兵数差のため一戦も交えず、高原城は水の手を断たれやむなく降伏する。その翌日には小林城と須木城を治める米良矩重が義祐への遺恨から島津に寝返り、後難を恐れた近隣の三ツ山城、野首城、更に三ツ山と野尻の堺にある岩牟礼城までも島津に帰する。これによって島津氏領との境界線である野尻と青井岳が逼迫の事態に陥った。野尻城主・福永祐友は何度も義祐に事態打開を訴え出たものの、直参家臣によって訴えは握り潰されてしまった。義祐の家臣団は、境界の実情を知っていながらも、義祐の栄華驕慢の日々を諫止することが出来なかった。これは義祐が諫言をする家臣を遠ざけ、自分に都合のいい家臣だけを側近にしていたためであったとされる。
翌天正5年（1577年）に入り情勢はますます悪化する。6月には、南の守りの要である櫛間城が島津忠長によって攻め落とされた。義祐は飫肥城主である三男・祐兵に櫛間への出兵を命じたものの、逆に忠長に反撃され、飫肥本城に敗走。敵に飫肥城を包囲されてしまった。また同じ頃、日向北部の国人・土持氏が突如門川領への攻撃を開始したため、伊東家は北は土持、南と北西からは島津氏の侵攻を受けることになったのである。義祐は窮する事態に人心一新を図ったものか、次男・義益の嫡男で嫡孫の義賢に家督を譲る。
同年12月、野尻城主・福永祐友が、島津方である高原城主・上原尚近の説得を受け入れ、島津方に寝返ってしまった。福永氏は伊東氏とは姻戚関係にあった為、この謀反は義祐は勿論、他氏族への大きな衝撃になった。これを知った内山城主の野村刑部少輔文綱（野村松綱の子）、紙屋城主・米良主税助も島津方に寝返った為、佐土原の西の守りは完全に島津氏の手中に収められてしまったのである。さすがの義祐も事態の深刻さを受け止め、12月8日、領内諸将を動員してまず紙屋城奪回の兵を出した。ところが、途中で背後から伊東家譜代臣の謀反の動きを察知。即座に反転して佐土原に帰城した。
翌12月9日、佐土原城で事態打開の評定が開かれた。南の島津方は飫肥を越え、佐土原へ攻め寄せるのは必至な状況で、籠城して島津軍を迎撃する声はなかった。同日、城を包囲されて逃亡してきた祐兵も佐土原城に帰着。もはや義祐には残された選択肢はなかった。同日正午過ぎ、義祐は日向を捨て、次男・義益正室の阿喜多の叔父・豊後国の大友宗麟を頼る決断を下したのであった。
本拠である佐土原を捨て、豊後を目指す義祐一行の進路上に、新納院財部城主・落合兼朝も島津氏に迎合して挙兵した報せが入った。落合氏は伊東氏が日向に下向する以前からの重臣で譜代の筆頭格であったが、義祐の寵臣・伊東帰雲斎の専横が元で子息の落合丹後守を殺されており、それを深く恨んでいた。落合兼朝の裏切りにより、義祐は己の今までの愚行に気付き切腹しようとするが家臣らに止められる。一行は財部に入るのを諦め、西に迂回し米良山中を経て、高千穂を通って豊後に抜けるルートを通ることにした。女子供を連れての逃避行はかなり辛く苦しく、また険峻な山を猛吹雪の中 進まねばならず、当初120〜150名程度だった一行は、途中崖から落ちた者や、足が動かなくなって自決したものなどが後を絶たず、また島津からの追撃や山賊にも悩まされ、豊後国に着いた時はわずか80名足らずになっていたという（豊後落ち）。その中には後に天正遣欧少年使節の一人となる伊東マンショの幼い姿もあった。
豊後に到着した義祐は大友宗麟と会見し、日向攻めの助力を請うた。宗麟はその願いを受け、また自身も日向をキリスト教国にする野望を抱き、天正6年（1578年）に門川の土持氏を攻め滅ぼし、耳川以南で島津氏と激突（耳川の戦い）。しかし大友氏は島津氏に大敗を喫してしまう。大友氏の大敗は、居候同然の義祐一行への風当たりに繋がり、また宗麟の息子・義統が祐兵夫人・阿虎の方を奪おうとしているとの噂があったため、義祐は子の祐兵ら20余人を連れ（義賢は大友に残される）伊予国に渡って河野氏を頼り、河野通直の一族・大内栄運の知行地に匿われた。
その後、天正10年（1582年）に義祐らは伊予から播磨国に渡る。ここで祐兵は織田信長の家臣・羽柴秀吉に仕えていた同族の伊東長実の縁を得て、その斡旋で秀吉の扶持を受けるようになった。

### 最期
祐兵の仕官を見届けた義祐は暫く播磨に留まっていたが、天正12年（1584年）祐兵の付けた供の黒木宗右衛門尉と共に中国地方を気儘に流浪し、やがて周防国山口に至って旧臣宅に滞在した。
その後は黒木を撒いて独りで旅をしていたが、病に侵され祐兵の屋敷のある堺へ向かった。しかし便船の中で病衰し、面倒を嫌った船頭に砂浜に捨て置かれた。偶然にもそれを知った祐兵の従者（祐兵夫人らとの説も）に発見され、堺の屋敷で7日余り看病を受けたものの、甲斐無く死去した。享年73。

## 人物
- 奢侈に溺れ、国を追われたことで知られるが、中でも仏事への傾倒が最も深刻な問題であった。天文20年（1551年）には大和国から仏師を招聘して大仏を造立し、また金閣寺を模して金柏寺（きんぱくじ）なる寺を建て、日夜念仏や法談に励んだという。

## 小説
- 松本清張『三位入道』（講談社文庫･『奥羽の二人』収録）